# Volami via
Volami via (Envole-moi) è un film del 2021 diretto da Christophe Barratier, remake del film tedesco del 2017 Conta su di me.

## Trama
Thomas Reinhard è un ragazzo di 29 anni viziato e perdigiorno che viene costretto dal padre medico Henri, stanco del suo comportamento, ad occuparsi di alcuni suoi pazienti, in particolare del 12enne Marcus, che è affetto da una grave malattia. Marcus vive con sua madre Maïssa nella periferia di Parigi, e passa il suo tempo fra l'ospedale e un centro di accoglienza medica. Quando i due si incontreranno nascerà un rapporto speciale che li sconvolgerà entrambi.

## Distribuzione
Il film è stato distribuito nelle sale cinematografiche italiane a partire dal 19 agosto 2021.